# 2 Low
Cedric White, được biết đến nhiều hơn với nghệ danh 2 Low, sinh năm 1979 tại Houston, là một nhạc sĩ hip-hop, rapper và nhà sản xuất âm nhạc người Mỹ.
2 Low bắt đầu thu âm cho hãng thu âm Rap-A-Lot ở Houston khi mới 13 tuổi và phát hành album Funky Lil Brotha cho hãng này vào năm 1993. Album đã được các đồng nghiệp của công ty Devin, Mr. Scarface, Lord 3-2 và 5th Ward Juvenilez, và bán được hơn 150.000 bản trong chín tháng đầu tiên trên thị trường. Anh cũng là khách mời đóng vai chính trong một số album của các nghệ sĩ Rap-A-Lot khác, bao gồm Geto Boys, Mr. Scarface và Odd Squad. Khi mới 16 tuổi, anh đã kiện Rap-A-Lot vào năm 1996 vì không thanh toán tiền lương theo đúng hợp đồng, nhưng vụ việc đã được giải quyết êm xuôi mà không cần sự vào cuộc của toà án.